# Журовка (Одесская область)
Журовка (укр. Журівка) — село, относится к Берёзовскому (по июль 2020 г. - Николаевскому) району Одесской области Украины. Находится на левом берегу одноимённой реки.
Население по переписи 2001 года составляло 125 человек. Почтовый индекс — 67042. Телефонный код — 8-04857. Занимает площадь 0,91 км². Код КОАТУУ — 5123584502.

## Местный совет
67050, Одесская обл., Берёзовский р-н, с. Стрюково, ул. Ламброва, 40.

## Известные люди
- В селе родился Ведута, Павел Филиппович (1906—1987) — дважды Герой Социалистического Труда (1949, 1958).